# Mohamed Rahem
Mohamed Rahem est un footballeur international algérien né le 21 juin 1970 à Alger. Il évoluait au poste d'attaquant.
Il compte 17 sélections en équipe nationale entre 1989 et 1993, pour deux buts inscrits.

## Biographie

### En club
Mohamed Rahem évolue en Algérie et au Maroc. Il évolue principalement avec les clubs de l'USM El Harrach et du Chabab Mohammédia.
Il se classe deuxième du championnat d'Algérie en 1992 avec l'USMH.

### En équipe nationale
Mohamed Rahem reçoit 17 sélections en équipe d'Algérie. Il débute en équipe nationale le 31 décembre 1989, face au Sénégal, sous la direction d'Abdelhamid Kermali.
Rahem participe à deux Coupes d'Afrique des nations avec l'Algérie, en 1990 puis en 1992. Lors de l'édition 1990 organisée dans son pays natal, il joue trois matchs. L'Algérie remporte le tournoi en battant le Nigeria en finale. Lors de l'édition 1992 qui se déroule au Sénégal, il ne joue qu'une seule rencontre. Cette fois-ci, l'Algérie ne parvient pas à dépasser le premier tour.
Lors de l'année 1991, il s'illustre en inscrivant deux buts lors de matchs amicaux, contre le Sénégal et la Tunisie.

## Palmarès
- Vice-champion d'Algérie en 1992 avec l'USM El Harrach.
- Accession en Ligue 1 en 2002 (Groupe Centre-Est) avec le NA Hussein Dey.
- Champion d'Afrique avec l'équipe nationale d'Algérie en 1990.

## Statistiques

### Avec l'équipe d'Algérie
Le tableau suivant indique les rencontres de l'équipe d'Algérie dans lesquelles Mohamed Rahem a été sélectionné, du 31 décembre 1989 jusqu'au 22 septembre 1993.